# Truth in Numbers?

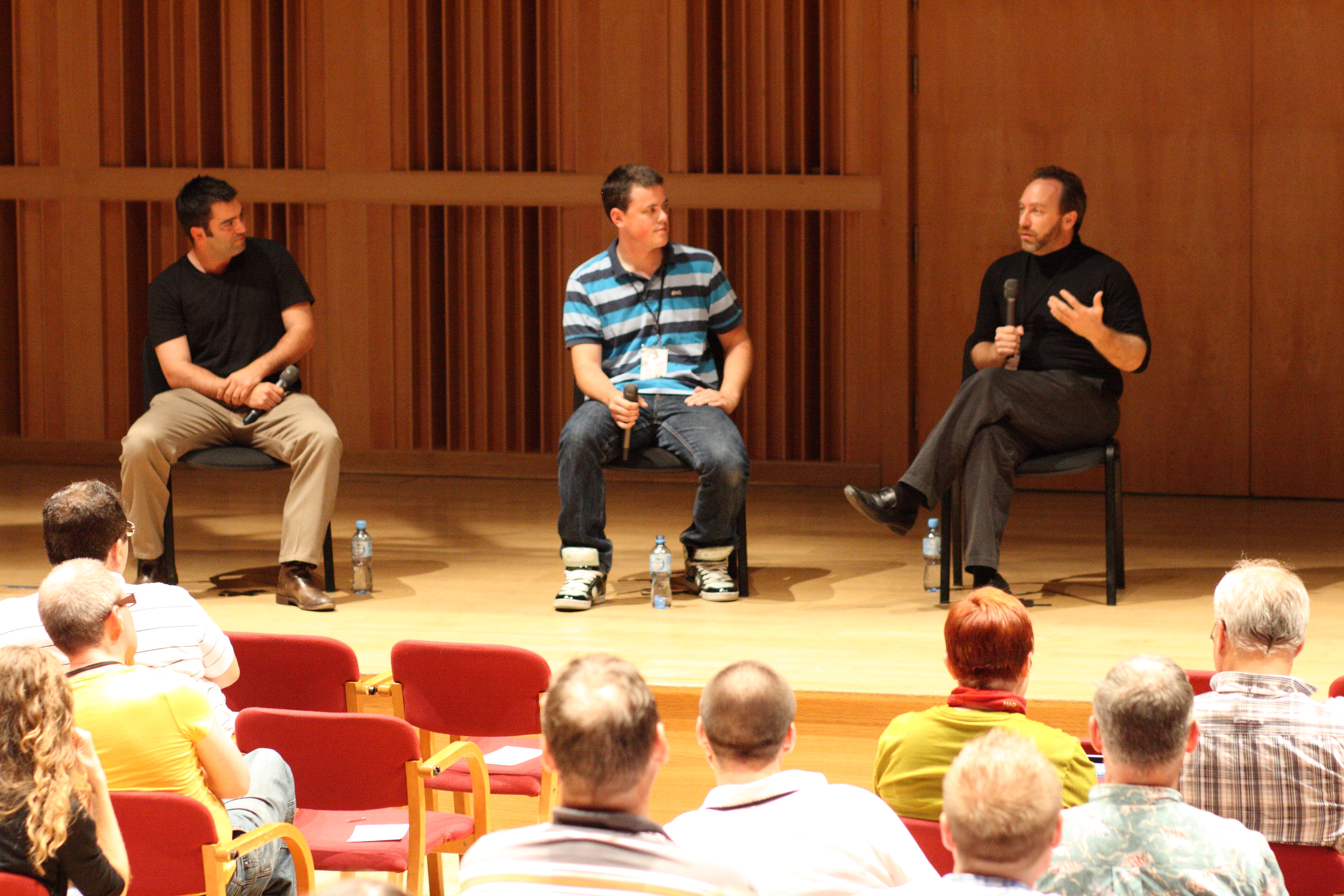
Panel med Scott Glosserman, Nic Hill och Jimmy Wales efter premiären på Wikimania 2010.

Truth in Numbers? Everything According to Wikipedia är en dokumentärfilm om Wikipedia som hade premiär 10 juli 2010.